# European Film Awards 2019
La cerimonia di premiazione della 32ª edizione degli European Film Awards si è tenuta il 7 dicembre 2019 a Berlino.
I candidati delle categorie principali sono stati annunciati il 9 novembre 2019.

## Vincitori e candidati
I vincitori sono indicati in grassetto, a seguire gli altri candidati.
 Miglior film 
- La favorita (The Favourite), regia di Yorgos Lanthimos ( Irlanda/ Regno Unito/ Stati Uniti)
- Dolor y gloria, regia di Pedro Almodóvar ( Spagna)
- I miserabili (Les Misérables), regia di Ladj Ly ( Francia)
- Systemsprenger, regia di Nora Fingscheidt ( Germania)
- Il traditore, regia di Marco Bellocchio ( Italia/ Francia/ Germania/ Brasile)
- L'ufficiale e la spia (J'accuse), regia di Roman Polański ( Francia/ Italia)

 Miglior commedia 
- La favorita (The Favourite), regia di Yorgos Lanthimos ( Irlanda/ Regno Unito/ Stati Uniti)
- Ditte & Louise, regia di Niclas Bendixen  Danimarca)
- Tutti pazzi a Tel Aviv (Tel Aviv on Fire), regia di Sameh Zoabi ( Francia/ Lussemburgo/ Belgio/ Israele)

 Miglior regista 
- Yorgos Lanthimos - La favorita (The Favourite)
- Pedro Almodóvar - Dolor y gloria
- Marco Bellocchio - Il traditore
- Roman Polański - L'ufficiale e la spia (J'accuse)
- Céline Sciamma - Ritratto della giovane in fiamme (Portrait de la jeune fille en feu)

 Miglior attrice 
- Olivia Colman - La favorita (The Favourite)
- Trine Dyrholm - Dronningen
- Noemie Merlant e Adèle Haenel - Ritratto della giovane in fiamme (Portrait de la jeune fille en feu)
- Viktorija Mirošničenko - La ragazza d'autunno (Dylda)
- Helena Zengel - Systemsprenger

 Miglior attore 
- Antonio Banderas - Dolor y gloria
- Jean Dujardin - L'ufficiale e la spia (J'accuse)
- Pierfrancesco Favino - Il traditore
- Levan Gelbakhiani - And Then We Danced (Da chven vitsek'vet)
- Ingvar Eggert Sigurðsson - A White, White Day - Segreti nella nebbia (Hvítur, hvítur dagur)
- Alexander Scheer - Gundermann

 Miglior sceneggiatura 
- Céline Sciamma - Ritratto della giovane in fiamme (Portrait de la jeune fille en feu)
- Pedro Almodóvar - Dolor y gloria
- Marco Bellocchio, Valia Santella e Ludovica Rampoldi - Il traditore
- Robert Harris e Roman Polański - L'ufficiale e la spia (J'accuse)
- Ladj Ly, Giordano Gederlini e Alexis Manenti - I miserabili (Les Misérables)

 Miglior rivelazione 
- I miserabili (Les Misérables), regia di Ladj Ly ( Francia)
- Aniara, regia di Pella Kågerman e Hugo Lilja ( Svezia/ Danimarca)
- Atlantique, regia di Mati Diop ( Francia/ Senegal/ Belgio)
- Blindsone, regia di Tuva Novotny ( Norvegia/ Danimarca)
- Irina, regia di Nadejda Koseva ( Bulgaria)
- Ray & Liz, regia di Richard Billingham ( Regno Unito)

 Miglior documentario 
- Alla mia piccola Sama (For Sama), regia di Waad al-Kateab e Edward Watts ( Regno Unito/ Stati Uniti)
- Honeyland (Medena zemja), regia di Tamara Kotevska e Ljubomir Stefanov ( Macedonia del Nord)
- Svideteli Putina, regia di Vitalij Mans'kij ( Lettonia/ Svizzera/ Rep. Ceca)
- Selfie, regia di Agostino Ferrente ( Francia/ Italia)
- La scomparsa di mia madre, regia di Beniamino Barrese ( Italia)

 Miglior film d'animazione 
- Buñuel - Nel labirinto delle tartarughe (Buñuel en el laberinto de las tortugas), regia di Salvador Simó ( Spagna/ Paesi Bassi)
- Dov'è il mio corpo? (J'ai perdu mon corps), regia di Jérémy Clapin ( Francia)
- L'extraordinaire voyage de Marona, regia di Anca Damian ( Francia/ Romania/ Belgio)
- Les hirondelles de Kaboul, regia di Zabou Breitman ed Éléa Gobbé-Mévellec ( Francia/ Lussemburgo/ Svizzera)

 Miglior cortometraggio 
- Cadoul de Crăciun, regia di Bogdan Mureşanu ( Romania/ Spagna)
- Cães que ladram aos pássaros, regia di Leonor Teles ( Portogallo)
- Rekonstrukce, regia di Jiří Havlíček e Ondřej Novák ( Rep. Ceca)
- Les extraordinaires mésaventures de la jeune fille de pierre, regia di Gabriel Abrantes ( Francia/ Portogallo)
- Suc de síndria, regia di Irene Moray ( Spagna)

 European University Film Award 
- Ritratto della giovane in fiamme (Portrait de la jeune fille en feu), regia di Céline Sciamma ( Francia)
- And Then We Danced (Da chven vitsek'vet), regia di Levan Akin ( Svezia/ Georgia/ Francia)
- Dio è donna e si chiama Petrunya (Gospod postoi, imeto i' e Petrunija), regia di Teona Strugar Mitevska ( Macedonia del Nord/ Belgio/ Slovenia/ Francia/ Croazia)
- La paranza dei bambini, regia di Claudio Giovannesi ( Italia)
- Systemsprenger, regia di Nora Fingscheidt ( Germania)

 Premio del pubblico 
- Cold War (Zimna wojna), regia di Paweł Pawlikowski ( Polonia/ Francia/ Regno Unito)
- 7 uomini a mollo (Le grand bain), regia di Gilles Lellouche ( Francia/ Belgio)
- Animali fantastici - I crimini di Grindelwald (Fantastic Beasts: The Crimes of Grindelwald), regia di David Yates ( Regno Unito/ Stati Uniti)
- Border - Creature di confine (Gräns), regia di Ali Abbasi ( Svezia/ Danimarca)
- Dogman, regia di Matteo Garrone ( Italia/ Francia)
- Dolor y gloria, regia di Pedro Almodóvar ( Spagna)
- La favorita (The Favourite), regia di Yorgos Lanthimos ( Irlanda/ Regno Unito/ Stati Uniti)
- Girl, regia di Lukas Dhont ( Belgio/ Paesi Bassi)
- Lazzaro felice, regia di Alice Rohrwacher ( Italia/ Svizzera/ Francia/ Germania)
- Mamma Mia! Ci risiamo (Mamma Mia! Here We Go Again), regia di Ol Parker ( Stati Uniti)
- Paziente 64 - Il giallo dell'isola dimenticata (Journal 64), regia di Christoffer Boe ( Germania/ Danimarca)
- I racconti di Parvana (The Breadwinner), regia di Nora Twomey ( Canada/ Lussemburgo/ Irlanda)

 Young Audience Award 
- Vechtmeisje, regia di Johan Timmers ( Paesi Bassi/ Belgio)
- Los Bando, regia di Christian Lo ( Norvegia/ Svezia)
- Old Boys, regia di Toby MacDonald ( Regno Unito/ Svezia)

 Fiction Series Award 
- Babylon Berlin ( Germania)

 Premio alla carriera 
- Werner Herzog

 Miglior contributo europeo al cinema mondiale 
- Juliette Binoche